# Mundulea barclayi
Mundulea barclayi är en ärtväxtart som först beskrevs av William Jackson Hooker, och fick sitt nu gällande namn av Du Puy. Mundulea barclayi ingår i släktet Mundulea och familjen ärtväxter. Inga underarter finns listade i Catalogue of Life.